# TAKARAZUKA 美の旅人たち
『TAKARAZUKA 美の旅人たち』（たからづか びのたびびとたち）は、京都放送とスカパー!e2・ケーブルテレビ局向け「TAKARAZUKA SKY STAGE」が共同制作して2005年-2006年ごろ放送された紀行番組である。

## 概要
宝塚歌劇団の生徒（タカラジェンヌ　毎回1名）がレポーターを務め、日本国内にある「美」にまつわる観光地や施設などを訪れ、そこでの人・モノ・美との出会いを描くというものであった。
続編として2009年に「-SKY STAGE」と京都放送、及びサンテレビジョン・三重テレビ放送・テレビ神奈川・テレビ埼玉が共同制作に加わった「TAKARAZUKA 旅美写美」がある